# Brain-machine interface
Ett brain-machine interface (BMI), även kallat brain-computer interface (BCI), är ett gränssnitt för att kommunicera direkt mellan nervceller och teknisk apparatur. Ett brain-machine interface kan omfatta de två möjligheterna att avläsa information från hjärnan och att sända information till den.
Kommunikationen kan ske på olika sätt men alla de metoder som finns för att förbinda människa och maskin går ut på att man mäter potentialerna som bildas i nervcellerna och eventuellt stimulerar nervcellerna elektriskt. System som kan möjliggöra att underkroppsförlamade kan återfå kontroll över sin blåsa eller sina ben, ge blinda synen åter eller återställa stämbandens funktioner är alla under utveckling och lovande initiala resultat har erhållits från vissa experiment.

## Historia
Forskningen om BMI började på 1970-talet då det upptäcktes att apors hjärnor kunde lära sig att svara på träning baserad på ett straff och belöningssystem. Forskningen tog sedan ett stort steg framåt på 1980-talet då man fann ett matematiskt samband mellan de elektriska signalerna som uppstår i apors hjärnor och i vilken riktning de rör sina armar. Under 1990-talet så tog forskningen om BMI sedan fart på allvar och man började utföra fler experiment även på katter och människor.
Ett av de första lyckade experimenten som utfördes på människor genomfördes 1978 av William Dobelle. En man kallad Jerry som förlorat sin syn efter ett slag mot huvudet fick ett implantat bestående av 68 platinaelektroder insatt i sitt syncentrum. Hans syn bestod då i en upplevelse av ljusprickar från var och en av de olika elektroderna och tillsammans gav dessa en förmåga att ”se” i en gråskala med dålig tidsupplösning. För att förmedla signaler till implantatet så användes en kamera fäst på ett par glasögon.

## Slutet loopsystem (Closed-loop system)

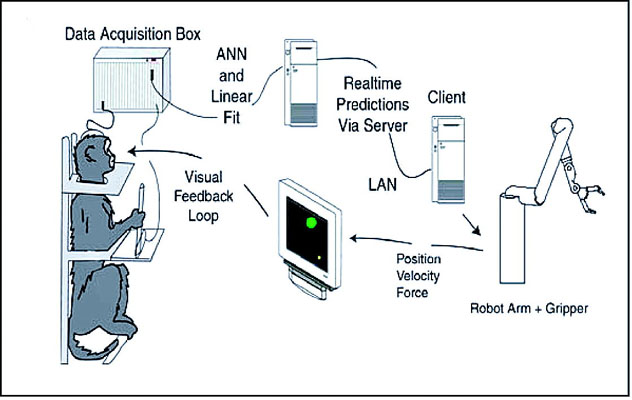
Shematisk bild över det BMI-system utvecklat av Miguel Nicolelis och hans kollegor för att låta en apa styra en robotarm.

När vi tar upp någonting sänds en signal till hjärnan som ger oss information om objektet som berättar om vi håller det lagom hårt, om det behövs mer kraft för att lyfta det osv. Signalerna som ger oss informationen tillsammans med signalerna vi använder som svar på informationen bildar en slutet loop system. Samma typ av information behövs då en robotarm ska lyfta ett objekt. Genom att implantera elektroder i hjärnan på möss och apor och låta dem utföra vissa moment har man kunnat ta reda på hur det slutna loop systemet styrs av hjärnan när man rör t.ex. en arm eller ett ben. Med de data man samlat in från undersökningarna har man sedan skapat en algoritm som översätter nervimpulserna och styr robotarmen. På detta sätt kan man ge en levande varelse kontroll över robotarmen.
I experiment med apor har man spänt fast apan och gett den kontroll över en robotarm genom att koppla den till apans hjärna. Innan man kopplade armen till apan lät man den styra armen med hjälp av en joystick för att apan skulle lära sig hur den skulle göra och för att forskarna skulle se vilka nervbanor den använde. Man höll fram en bit mat som apan fick gripa tag i med hjälp av robotarmen och föra till munnen. Apan lärde sig styra armen med hyfsad träffsäkerhet bara med hjälp av implantatet.

## Typer av BMI

### Icke-kirurgiskt BMI
Icke-kirurgiskt BMI tar upp nervsignaler från utsidan av huvudet, det har fördelar eftersom kirurgiska ingrepp lättare leder till komplikationer men har den nackdelen att upplösningen blir sämre eftersom de intressanta områdena skärmas av bindväv.

#### EEG
Det äldsta och vanligaste sättet att mäta hjärnaktivitet är genom att sätta elektroder på utsidan av huvudet. Denna metod är vanlig inom sjukvården där den kan användas för att upptäcka vissa sjukdomar som påverkar hjärnaktiviteten som t.ex. epilepsi, demenssjukdomar och hjärnskador. Man fäster ca 20 st små metallelektroder på särskilda ställen i hårbotten och signalerna som genereras från dessa elektroder kopplas sedan vidare genom EEG-maskinen som visar en bild av den elektriska hjärnaktiviteten på en datorskärm.

#### fMRT

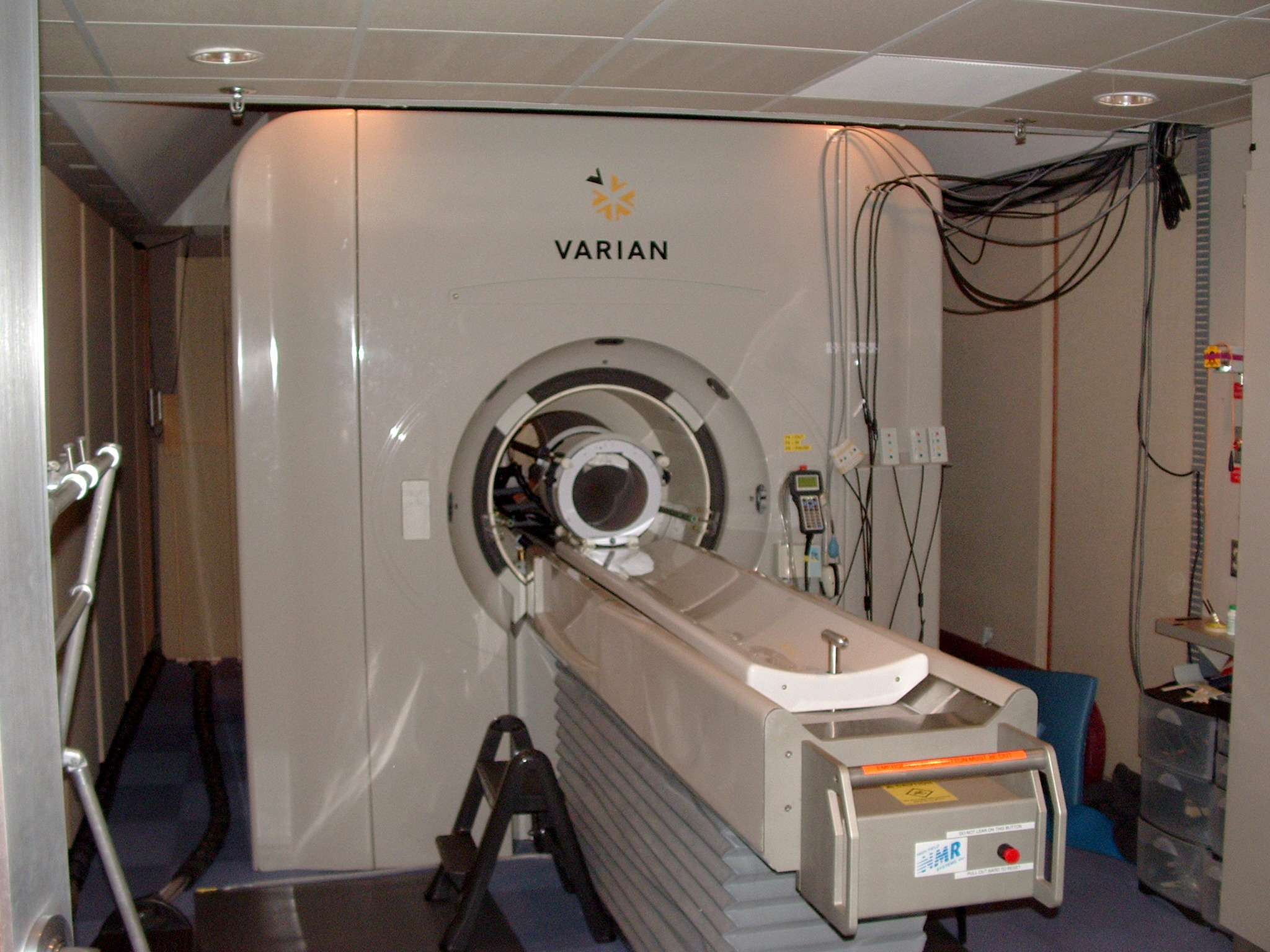
En fMRI-kamera som står på University of California, Berkeley.

fMRT står för funktionell magnetresonanstomografi och det är en vidareutveckling av MRT som har förmågan att avläsa hur blodflödet i hjärnans olika delar varierar. Således kan det avläsas vilka delar som är aktiva när olika typer av arbete utförs av hjärnan. Denna metod kan bara avläsa hjärnans aktivitet och inte utbyta någon information från andra hållet. Med tekniken har människor lyckats spela sten, sax och påse genom att styra en robothand.

#### MEG
MEG är en förkortning för magnetoencefalografi och är en metod för att mäta magnetfältet som alstras när elektriska signaler breder ut sig genom hjärnan. Stor användning av ett område i hjärnan ger mycket elektrisk aktivitet och starkare magnetfält. Metoden används ofta i kombination med EEG för att få en helhetsbild av vad som händer i hjärnan.

### Semikirurgiskt BMI
Semikirurgisk BMI innebär att mätelektroderna placeras under skallbenet men utanpå själva hjärnan. Med denna metod får man sämre kontakt med nervcellerna än vad man får då man pressar ned elektroderna i hjärnbarken men man slipper mycket av den ärrvävnadsbildning som då kan uppkomma. Detta gör att signalstyrkan håller sig på en konstant nivå. Vid jämförelse med icke-kirurgisk BMI så genererar semikirurgisk BMI högre signalstyrka och mindre brus då skallbenet inte försvagar signalerna.

#### ECoG
ECoG står för electrocorticography och är en metod nära besläktad med EEG. ECoG elektroderna placeras ut på samma sätt som EEG elektroderna men ligger istället under skallbenet och hjärnhinnan direkt på hjärnbarken. Fördelar med metoden gentemot EEG är bl.a. att den har högre signal-to-noise ratio, fungerar över ett bredare frekvensområde och den har högre spektral och spatial upplösning. ECoG är för närvarande den mest lovande semikirurgiska tekniken inom BMI.

### Kirurgiskt BMI
Kirurgisk BMI innebär att en uppsättning elektroder pressas in i hjärnbarken. Elektriska signaler från nervcellernas impulser kan registreras och signaler utifrån kan ledas till hjärnan. En dator kan sedan tolka signaler från olika ställen av hjärnan och programmeras för att utföra vissa handlingar t.ex. att böja en robotarm vid en specifik signal från hjärnan, personen kan då öva sig till att styra armen. I nuläget är de två mest väldokumenterade elektroduppsättningarna den så kallade Michigan-elektroden och Utah-elektroden. Michiganelektroden ser ut som en trappstegsformad nål med elektroder på varje steg och Utahelektroden består av 100 nålar i en matris, där varje nål är en sensor.
Problem med tekniker där man har nålar i hjärnan är att kroppen skyddar sig själv genom att stöta bort främmande föremål och kapsla in dem med ärrvävnad. Elektroden får då efter en tid sämre kontakt med omgivande nervceller och signalöverföringen blir sämre. En effekt som motverkar detta är att hjärncellerna under implantatet dör av traumat som de bli utsatta för och på så sätt sjunker den längre och längre ner i färsk vävnad och kontakten upprätthålls. 
Det finns olika metoder för att minimera inkapslingen av elektroderna. Ett är att göra ytan på elektroderna ojämna med hjälp av nanolitografi. En ojämn yta leder till att elektroden får svårare att röra sig i förhållande till hjärnbarken och ger på så sätt en lägre belastning på omgivande vävnad. Detta leder till mindre inflammatoriskt svar och mindre inkapsling av elektroden i bindväv. En annan möjlig metod är att tillverka elektroden i ett material som påminner om hjärnans konsistens och därmed minska belastningen på omgivande vävnad.

#### Utahelektroden

Shematisk bild över en Utahelektrod, hur den sitter i hjärnan och hur den används. 1: skruven som ansluter elektrodmatrisen till utidan av skallen. 2: Sensorn. 3: Elektroden.

Utahelektroden utvecklades av Richard Normann som är Professor i bioengineering vid University of Utah. Utahelektroden kan användas som ett neurongränssnitt eller ett implantat i hjärnbarken. Elektrodens bas består av ett stelt material. Flera elektroder sträcker sig ut från basen och är där elektriskt isolerade från varandra med ett andra material. Isolationen kan t.ex. vara glas, eller om elektroden är skapad i halvledare fungerar detta som isolation. Varje elektrod har en egen kontakt för att överföra den elektriska signalen och kan innehålla var sin elektrisk port som gör att man kan adressera varje elektrod och göra systemet multiplext, dvs att man kan komma åt flera olika signaler genom samma sladd. Detta fungerar genom att man matar hela matrisen med samma signal. Varje elektrod har en AND-gate och en klocka ger oscillerande signaler av ”1” och ”0” längs x- och y-axeln på matrisen. Den elektrod som har ”1” på var sida om sig kommer att aktiveras och leda signalen. Man skannar på detta sätt över matrisen en nål i taget.
Att Utahelektroden är formad som en matris ger den stora fördelar. Man kan t.ex. använda den för att ge en blind person en del av synen åter. Att det är nålar på matrisen gör att det blir god kontakt med synnerven och varje punkt på matrisen kommer att fungera som en pixel. En bild, t.ex. från en kamera, skickas till elektroden i form av en elektrisk signal. Denna signal kontrollerar amplituden av signalen vid varje elektrod i matrisen. Man hade tidigare lyckats få blinda att uppfatta prickar av ljus genom att stimulera ytan av synnerven men man får nu mycket bättre kontakt och fler bildpunkter. Det återstår dock att se om det går att urskilja mönster eller om det bara blir punkter av ljus. Tekniken är lovande för framtiden men Utahelektroden är i sitt första utförande inte optimalt för att vara implanterad under en längre tid. Till exempel så är elektroderna placerade på en slät bas. Potentiella användningsområden för elektroden är som ett gränssnitt mot perifera nerver och näthinnan, vilka har böjda ytor, och mot det komplexa nätverket av nerver i hjärnan. Ett litet glapp kan då skapas mellan elektroden och neuronerna eller vävnaden. Bindväv kan då bildas i detta utrymme och försämra kvalitén på den elektriska kontakten. Man kan lösa detta problem genom att göra basytan välvd så att den passar vävnadens yta bättre.

## Etiska problem

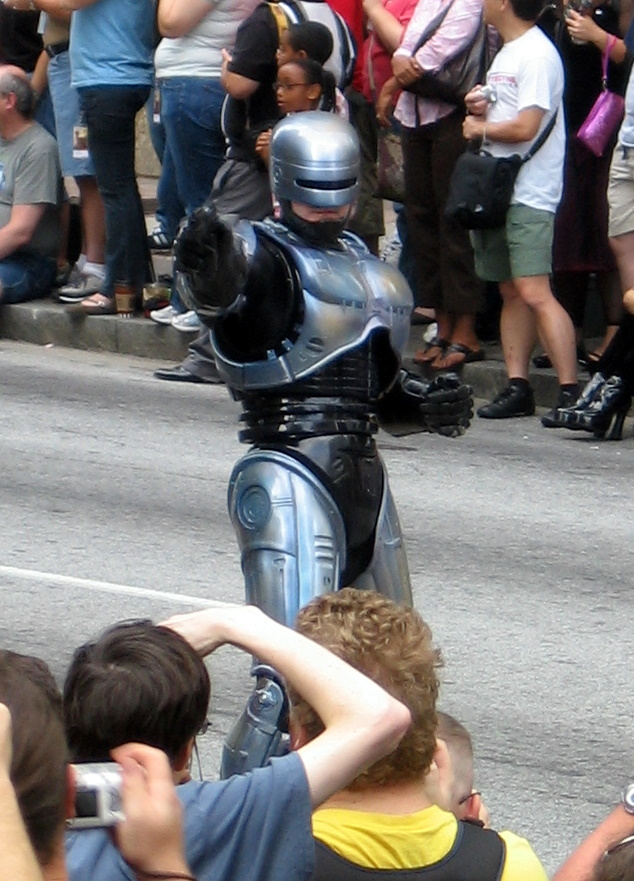
Cyborgpolisen Robocop från filmen med samma namn från 1987

Innan man gör experiment med mänskliga hjärnor inom ett område som detta krävs stora insatser av djurförsök vilket upprör djurrättsaktivister.  Hjärnan är ett mycket komplext organ och implantat i hjärnan kan leda till oönskade bieffekter. Det finns också en rädsla för att allt för stora ingrepp på människan sinne, se transhumanism. Många är också rädda att det kommer att bildas stora ekonomiska klyftor mellan de som har råd att köpa delar som förbättrar minne och sinnen och de som inte har råd med det vilket skulle kunna skapa en andra klassens medborgare.En annan rädsla är att man med hjälp av BMI skulle kunna läsa tankar, och kanske även påverka dem. När en stat eller organisation börjar övervaka tankar och åsikter är den personliga integriteten hotad.

## BMI i science fiction
Elektroniska komponenter kopplade till hjärnan är ett återkommande fenomen i science fiction och har framställts som både gott och ont. Exempel är så kallade cyborgs som ofta har hjärnimplantat, berömda exempel är Robocop, the six million dollar man och borgkollektivet från Star Trek. Karaktären Geordi La Forge från samma serie har fått synen åter med hjälp av ett visir och någon slags BMI teknik. Vidare förekommer BMI i sammanhang som Matrix triliologin där människor matas med en drömvärld genom kopplingar till hjärnan.